# Pardosa tricuspidata
Pardosa tricuspidata este o specie de păianjeni din genul Pardosa, familia Lycosidae, descrisă de Tullgren, 1905. Conform Catalogue of Life specia Pardosa tricuspidata nu are subspecii cunoscute.